# Eila Hiltunen

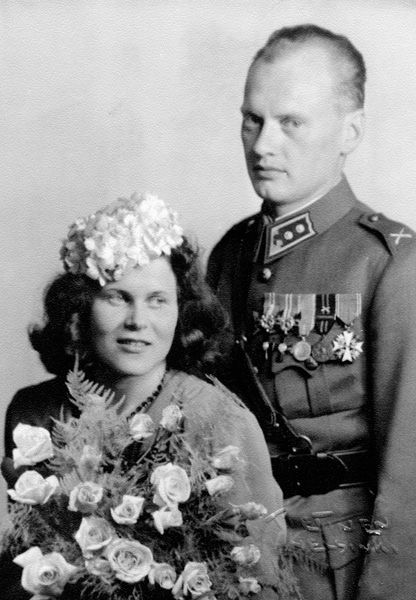
Eila Hiltunen i Otso Pietinen el dia de llur casament (18 de juny del 1944)

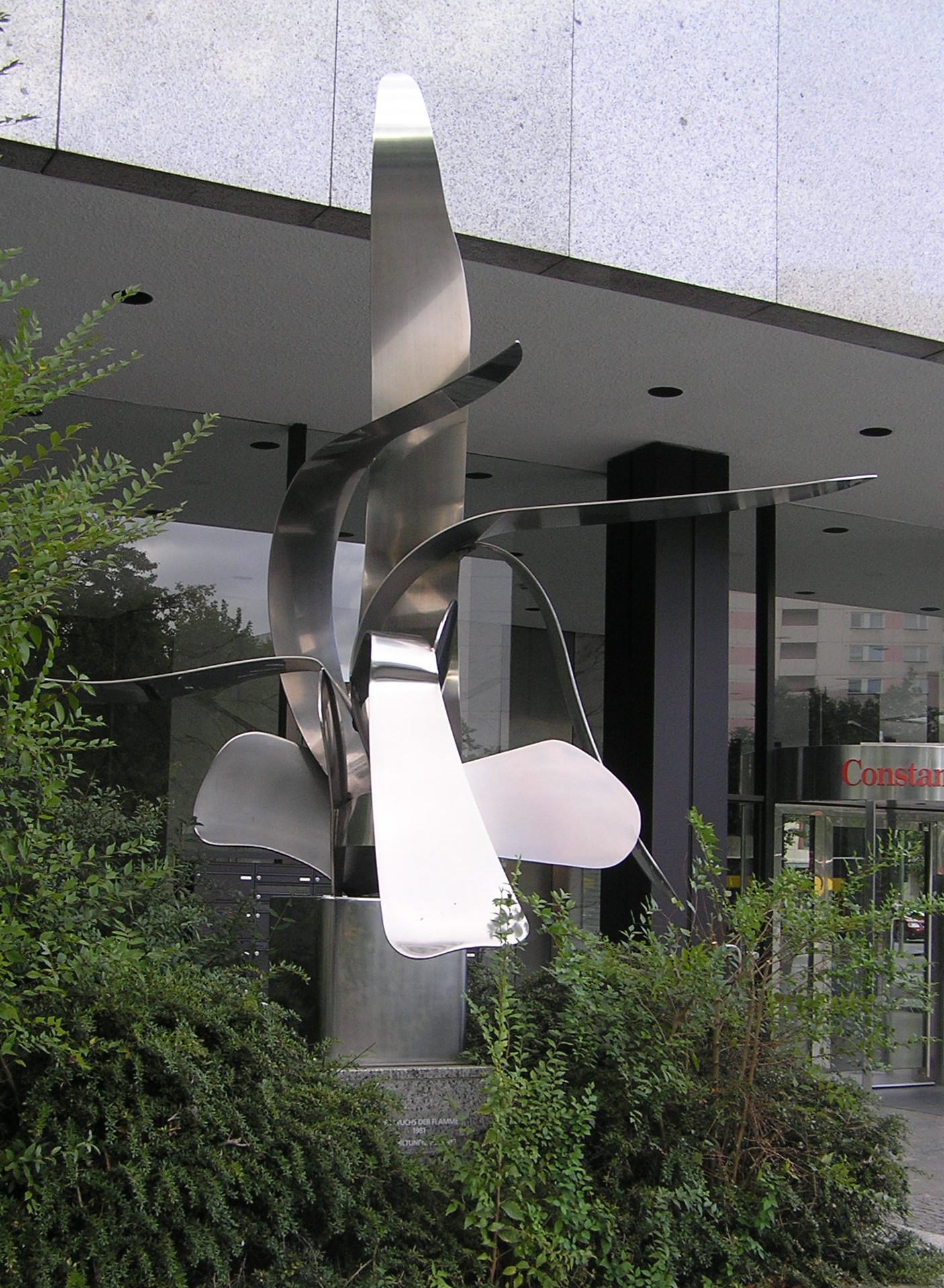
Flames (1981), escultura d'Eila Hiltunen a Berlín

Eila Hiltunen (Sortavala, República de Carèlia, Rússia, 1922 - Hèlsinki, Finlàndia, 2003) fou una escultora finlandesa.

## Biografia
Fou l'únic fill del matrimoni format per l'empresari automobilístic Usko Hiltunen i la mestressa de casa Ester, la qual va fer tot el possible per promoure les aspiracions artístiques de la seua filla. La família Hiltunen va fruir d'una vida pròspera a Hamina (sud-est de Finlàndia) fins que el negoci d'automòbils del seu pare es va ensorrar de resultes del Crac del 29. Usko Hiltunen va morir el 1941 víctima de l'alcoholisme i d'altres malalties, mentre que Ester ho va fer el 1963.
Eila va acabar la seua educació secundària durant la Segona Guerra Mundial, va estudiar escultura a l'Acadèmia de Belles Arts de Finlàndia i va guanyar dues vegades el premi acadèmic superior d'escultura abans de la seua graduació. El 1943 va conèixer Otso Pietinen, un fotògraf vidu i oficial de l'exèrcit sis anys més gran que ella. Es van casar el 1944, el mateix any en què ella va exposar per primera vegada les seues obres. El seu fill Markku va néixer el 1946 i la seua filla Piia deu anys més tard.
Extrovertida i parlant sis idiomes, Eila Hiltunen va conèixer nombrosos caps d'estat, polítics, celebritats i col·legues artístics durant la seua llarga carrera. Vers els anys setanta del segle xx viatjà a l'Orient Mitjà per a col·laborar en grans obres públiques a Teheran i Jiddah (l'Aràbia Saudita).
L'any 2001 va ésser guardonada amb el més prestigiós premi d'art de Finlàndia i, a més, la mateixa presidenta del país, Tarja Halonen, fou la patrocinadora de la seua exposició retrospectiva al Museu d'Art Didrichsen de Hèlsinki, la qual fou inaugurada pel primer ministre Paavo Lipponen.
Eila Hiltunen va morir a la seua casa de Hèlsinki el 10 d'octubre del 2003 després de patir una llarga malaltia.

## Estil
Exposà per primer cop el 1944, amb obres d'estil naturalista i clàssic. Va destacar sobretot pels seus monuments de guerra, el millor dels quals sembla el situat a Simpele, tot i que també va realitzar busts de diverses celebritats fineses. Vers el 1958 va descobrir la tècnica de la soldadura, que va posar en pràctica sobretot després de conèixer Alexander Archipenko en una visita als Estats Units. Durant la dècada del 1960 continuà per la via de l'escultura figurativa però a través de la tècnica de la soldadura.

## Obres
La seua obra més famosa és la figura abstracta Monument a Sibelius (Hèlsinki, Sibelius Park, 1967), consistent en un niu de tubs d'acer polits que s'han relacionat amb els canons de l'orgue i amb els troncs dels pins dels boscos de Finlàndia.